# Bulbophyllum emunitum
Bulbophyllum emunitum är en orkidéart som beskrevs av Jaap J. Vermeulen och Anthony L. Lamb. Bulbophyllum emunitum ingår i släktet Bulbophyllum och familjen orkidéer. Inga underarter finns listade i Catalogue of Life.